# Flux Pavilion
Joshua Steele (Towcester, Reino Unido, 15 de enero de 1989) más conocido como por su nombre artístico Flux Pavilion, es un DJ y productor de Dubstep inglés, conocido por su sencillo del 2011 "Bass Cannon", que alcanzó el número 56 en la lista de UK Singles Chart, así como "I Can't Stop", y fue colocado en la Radio 1 A-List. También en uno de los fundadores de la discografía Circus Records.

## Discografía
Álbumes
- 2015: "Tesla"
- 2021: ".wav"

EPs
- 2010: "Lines In Wax"
- 2013: "Blow The Roof"
- 2013: "Freeway"
- 2014: "Freeway (Remixes)"
- 2015: "Feels Good (Remixes)" (featuring Tom Cane)
- 2015: "Emotional (Remixes)" (featuring Matthew Koma)
- 2016: "Party Drink Smoke" (con Doctor P)
- 2016: "Party Drink Smoke (Remixes)" (con Doctor P featuring Jarren Benton)
- 2017: "Feel Your Love (Remixes)" (con NGHTMRE featuring Jamie Lewis)
- 2017: "Cut Me Out (Remixes)" (featuring Turin Brakes)
- 2017: "Pull The Trigger (Remixes)" (featuring Cammie Robinson)
- 2020: "Lion's Cage (Remixes)" (featuring Nevve)
- 2020: "Somebody Else (Remixes)" (featuring GLNNA)
- 2023: "Fluxiverse Vol. 1"
- 2024: "Where You At (Remixes - Pt. 1)" (con Conrank)
- 2024: "Where You At (Remixes - Pt. 2)" (con Conrank)
- 2024: "Where You At (Remixes - Pt. 3)" (con Conrank)
- 2024: "Fluxiverse Vol. 2"
- 2024: "24/7 (Remixes)" (con Doctor P)

Sencillos
- 2009: "Air Raid" (con Doctor P)
- 2009: "R00R"
- 2009: "Voscillate/Night Goes On"
- 2010: "Meathead"
- 2010: "Got 2 Know/Normalize"
- 2010: "Excuse Me"
- 2010: "I Can't Stop" (Lines In Wax)
- 2011: "Bass Cannon"
- 2011: "Jump Back" (con SKisM featuring Foreign Beggars)
- 2011: "Superbad" (con Doctor P) (Blow The Roof - Australia Edition)
- 2012: "Daydreamer" (featuring Example) (Blow The Roof - Australia Edition)
- 2013: "Do Or Die" (featuring Childish Gambino) (Blow The Roof)
- 2013: "Standing On A Hill"
- 2014: "Get Me Outta Here" (con Steve Aoki)
- 2015: "Exostomp (Jump Up High)"
- 2015: "International Anthem" (featuring Doktor) (Tesla/Circus Three presented by Doctor P & Flux Pavilion)
- 2015: "Who Wants To Rock" (featuring RiFF RAFF) (Tesla)
- 2016: "Feel Your Love" (con NGHTMRE featuring Jamie Lewis) (Circus Three presented by Doctor P & Flux Pavilion)
- 2016: "Cannonball" (con Snails)
- 2016: "Let's Get It" (Circus Three presented by Doctor P & Flux Pavilion)
- 2016: "Locked In" (con DISKORD featuring Flowdan) (Circus Three presented by Doctor P & Flux Pavilion)
- 2017: "Pull The Trigger/Cut Me Out" (featuring Cammie Robinson/featuring Turin Brakes)
- 2017: "Stain/Saxophone Doom" (featuring Two-9/featuring Jace & Curtis Williams)
- 2018: "Symphony" (featuring Layna) (Earwax/.wav)
- 2018: "Party Starter" (con Eliminate)
- 2019: "Saviour" (con CRaymak featuring Tasha Baxter)
- 2019: "Lion's Cage" (featuring Nevve) (.wav/Electric One presented by Doctor P & Flux Pavilion)
- 2019: "Somebody Else" (featuring GLNNA) (.wav)
- 2019: "Surrender" (con Next To Neon featuring A:M) (Electric One presented by Doctor P & Flux Pavilion)
- 2019: "20:25" (con What So Not featuring The Chain Gang Of 1974) (.wav)
- 2019: "I Will Stay" (featuring Turin Brakes) (.wav)
- 2019: "Endless Fantasy" (featuring Eli-Rose Sanford) (.wav)
- 2020: "Survive" (con Feed Me featuring meesh) (.wav)
- 2020: "Sink Your Teeth In" (featuring Drowsy) (.wav)
- 2020: "You & I" (featuring Kata Kozma) (.wav)
- 2020: "I Believe" (featuring Asha) (.wav)
- 2022: "Lore"
- 2022: "(Never Gonna) Be Alone"
- 2022: "Cannot Hold You" (featuring Jamie Lidell) (Electric One presented by Doctor P & Flux Pavilion)
- 2022: "Technicolour Psychic Vision" (Circus Four presented by Doctor P & Flux Pavilion)
- 2023: "Paradise" (Fluxiverse Vol. 1)
- 2023: "Where You At" (con Conrank) (Fluxiverse Vol. 1)
- 2023: "Heavy Metal" (con PAV4N) (Fluxiverse Vol. 1)
- 2024: "On Forever" (con Excision featuring Saint Raymond)
- 2024: "Bigger Than Bad" (con Jessica Audiffred featuring Doktor) (Circus Four presented by Doctor P & Flux Pavilion/Fluxiverse Vol. 2)
- 2024: "On Repeat" (con Wooli featuring Cammie Robinson) (Fluxiverse Vol. 2)
- 2024: "Better Off"
- 2024: "Tick Tock" (con Cyclops featuring ILLAMAN) (Fluxiverse Vol. 2)

Remixes
| Canción                          | Artista                        | Año  |
| -------------------------------- | ------------------------------ | ---- |
| "Sweet Shop"                     | Doctor P                       | 2010 |
| "Blue Skies"                     | Jamiroquai                     | 2010 |
| "All The Eastern Girls"          | Chapel Club                    | 2010 |
| "Mishaps Happening"              | Quantic                        | 2010 |
| "Gold Dust"                      | DJ Fresh feat. Ce'Cile         | 2010 |
| "Cracks"                         | Freestylers feat. Belle Humble | 2010 |
| "Louder" (con Doctor P)          | DJ Fresh feat. Sian Evans      | 2011 |
| "Internet Connection"            | M.I.A.                         | 2011 |
| "Don't Do That"                  | Culprate                       | 2011 |
| "Midnight Run"                   | Example                        | 2011 |
| "Streets of Rage"                | Picto                          | 2011 |
| "Must Be the Feeling" (con Nero) | Nero                           | 2012 |
| "Bad Boy (Back Again)"           | Danny Bird                     | 2012 |
| "Without You" (con Doctor P)     | Dillon Francis feat. TEED      | 2013 |
| "Recess"                         | Skrillex                       | 2014 |
| "Freeway" (con Kill The Noise)   | Flux Pavilion                  | 2014 |
| "Rebels Theme"                   | Star Wars                      | 2014 |
| "Emotional" (con Matthew Koma)   | Flux Pavilion                  | 2015 |